# غاريقون ليفي
غاريقون ليفي (الاسم العلمي: Agaricus fibrosus ) هو نوع الفطريات يتبع جنس الغاريقون من الفصيلة الغاريقونية.